# L'Énigme du cristal
L'Énigme du cristal est un jeu télévisé hebdomadaire estival, en 13 épisodes, basé sur Les Aventures de Tintin et diffusé le dimanche soir en 1995 sur la RTBF. Le jeu avait pour cadre le parc d'attractions Walibi,,.

## Principe
Une famille d'anonymes, composée des grands-parents, des parents et de deux enfants, âgés entre sept et quatorze ans, doivent réussir sept épreuves autour de l'univers de Tintin, le tout avant la fin du temps imparti (52 minutes). Les enfants doivent à l'aide de différents indices découvrir sept coffrets disséminés dans le parc d'attractions Walibi, lesquels contiennent chacun un morceau du cristal. En plateau, les adultes sont quant à eux soumis à une série de questions en rapport avec Tintin afin d'obtenir les morceaux contenus dans les coffrets,.
Dans le cas où les enfants ne parviendraient pas à trouver les sept morceaux du cristal, une épreuve « sésame » leur permettraient d'éventuellement obtenir les morceaux manquants,.
Une fois les sept morceaux de cristal obtenus, les enfants peuvent alors pénétrer dans la Crypte du cristal pour tenter de gagner le gros lot,.